# Luidia australiae
Luidia australiae, sao cát phương nam, là một loài sao biển trong họ Luidiidae. Nó được tìm thấy ở Thái Bình Dương xung quanh Úc và New Zealand.

## Mô tả
Luidia australiae có số cánh tay bất định dài, mảnh, thon nhỏ khác nhau nhưng bảy là con số phổ biến nhất. Đĩa đệm trung tâm và các cánh tay có màu vàng xỉn, có đốm màu xanh đậm hoặc đen không đều. Nó có thể phát triển đến đường kính 40 cm.

## Phân bố và sinh cảnh
Luidia australiae có nguồn gốc từ các vùng biển xung quanh miền nam Úc và New Zealand. Nó được tìm thấy trên các rạn san hô, trong đồng cỏ biển, và bị chôn vùi nửa trong cát ở độ sâu lên đến 110 m. Nó đôi khi bị đánh dạt vào bờ sau những cơn bão.

## Sinh học
Luidia australiae là một loài động vật ăn thịt và thường được tìm thấy một nửa bị chôn vùi trong lớp trầm tích ở thảm cỏ biển, nơi màu sắc của nó giúp nó ngụy trang. Nó có thể là động vật săn mồi cơ hội, và cũng có thể là động vật ăn xác thối.